# Carlos Maria de Bourbon

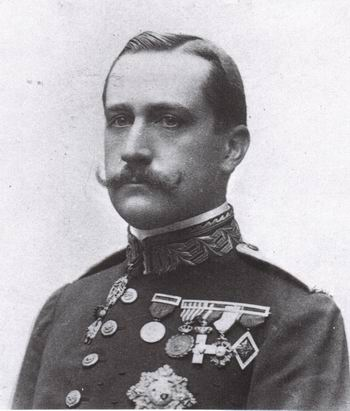
Carlos Maria de Bourbon, Prinz von Sizilien

Wappen von Carlos Maria de Bourbon

Carlos Maria von Bourbon, ital. Carlo Maria Francesco d'Assisi Pasquale Ferdinando Antonio di Padova Francesco de Paola Alfonso Andrea Avelino Tancredi di Borbone delle Due Sicilie, (* 10. November 1870 in Gries-Quirein; † 11. November 1949 in Sevilla) war der Neffe Franz’ II., des letzten Königs beider Sizilien. Felipe VI. von Spanien ist sein Urenkel.

## Leben
Prinz Carlo, wie er ursprünglich hieß, war der zweite Sohn von Alfonso von Bourbon-Sizilien und seiner Frau Maria Antonia von Bourbon-Sizilien, der Tochter von Francesco Luigi, Graf von Trapani und Maria Isabella von Österreich. Seine Großeltern väterlicherseits waren Ferdinand II. von Sizilien und Maria Theresia von Österreich.
Nach dem Tod seines Onkels Franz II. im Jahr 1894 wurde sein Vater Alfons durch den Tod seiner zwei älteren Brüder Oberhaupt des 1861 abgesetzten Hauses Bourbon-beider Sizilien, wodurch Carlo, nach dem Vater und dem älteren Bruder Ferdinand, auf Rang drei in dieser Thronfolge aufrückte.
Nach seiner ersten Heirat ließ sich Carlo in Spanien nieder. Nach dem Sturz der Monarchie, mit Beginn der Zweiten Spanischen Republik im Jahre 1931, verließ er mit seiner Familie Spanien und lebte seither in Italien, England und in der Schweiz.
Er war Ritter des Ordens vom Goldenen Vlies und Träger des Großkreuzes des Turm- und Schwertorden.

## Thronverzicht und späterer Widerruf
Als Carlo die spanische Thronfolgerin Prinzessin María de las Mercedes de Borbón, Schwester des regierenden Königs Alfons XIII., heiraten wollte, ergab sich folgendes dynastisches Problem: König Karl III. von Spanien, der die sizilianische Linie der Bourbonen 1735 begründet hatte, hatte bei seiner Thronbesteigung am 6. Oktober 1759 in einer Pragmatischen Sanktion die Trennung der spanischen Haupt- von der sizilianischen Nebenlinie verfügt. Dieses Dekret wäre durch eine gleichzeitige Thronfolge von Carlo in Neapel und Madrid unterlaufen worden, zu welcher es aber durch die Heirat mit der spanischen Thronfolgerin unweigerlich kommen würde, jedenfalls solange deren königlicher Bruder keine eigenen Nachkommen zeugen würde. Daher verzichtete er am 14. Dezember 1900 im „Akt von Cannes“ auf sein sizilianisches Thronfolgerecht, erwarb die spanische Staatsangehörigkeit und nahm, unter Hispanisierung seines Vornamens in „Carlos“, den Titel eines Infanten von Spanien an.
Als Carlos älterer Bruder, der sizilianische Thronfolger Prinz Ferdinand, 1960 mit einundneunzig Jahren ohne männlichen Nachkommen starb, brach zwischen dem verbliebenen Bruder Ranieri – Carlo selber war schon 1949 gestorben – und dessen Neffen, Carlos ältestem Sohn Alfons Maria, ein Thronfolgestreit aus: Der ursprüngliche Vorbehalt gegen das sizilianische Thronfolgerecht Carlos war fortgefallen, nachdem sein Schwager König Alfons XIII. nacheinander Vater von sieben Kindern geworden war, unter ihnen Jaime de Borbón sowie der Juan de Borbón y Battenberg, dessen Sohn Juan Carlos 1975, nach dem Ende der franquistischen Ära, dann auch die Herrschaft in Spanien antrat.
Mit dieser Argumentation bestritt nun Prinz Alfons Maria seinem Onkel Ranieri den ersten Rang in der Thronfolge, der diesem nach dem Akt von Cannes als nächstem erbberechtigtem Agnaten zustand. König Juan Carlos I., ein Neffe von Alfons, folgte nachmals dieser Argumentation und betrachtete Alfons’ Sohn Prinz Carlo Maria (1938–2015), Herzog von Kalabrien, bzw. nach dessen Tod den ältesten Sohn Pedro (* 1968) als rechtmäßigen Thronprätendenten beider Sizilien. Dagegen streitet bis heute die Ranierische Linie, deren aktuelles Oberhaupt, Prinz Carlo (* 1963), Herzog von Castro, Ranieris ältester Enkel, ebenfalls Anspruch auf die sizilianische Thronfolge erhebt.

## Ehen und Nachkommen
Prinz Carlo Maria heiratete am 14. Februar 1901 Infantin María de las Mercedes von Spanien, Fürstin von Asturien, Tochter von König Alfons XII. und Königin Maria Christina von Spanien. Sie hatten drei Kinder
- Alfonso (1901–1964), Herzog von Kalabrien ⚭ 1936 Alicia Maria von Bourbon-Parma (* 1917)
- Fernando (1903–1905)
- Isabella Alfonsa (1904–1985) ⚭ 1929 Jan de Kanty Zamoyski, Graf Saryusz von Zamoysc-Zamoyski (1900–1961)

Nach dem Kindbetttod seiner ersten Frau heiratete Carlos in zweiter Ehe am 16. November 1907 in Wood Norton/England Prinzessin Louise Françoise Marie Laure d’Orléans, jüngste Tochter des französischen Thronprätendenten Prinz Louis Philippe Albert d’Orléans, comte de Paris und der Prinzessin Maria Isabella d’Orléans-Montpensier. Aus der Ehe gingen vier Kinder hervor:
- Carlos (1908–1936), gefallen im Spanischen Bürgerkrieg
- Maria de los Dolores (1909–1996) ⚭ 1937 Joseph August Czartoryski (1907–1946)
- Maria de las Mercedes (1910–2000) ⚭ 1935 Juan de Borbón y Battenberg (1913–1993)
- Maria de la Esperanza (1914–2005) ⚭ 1944 Pedro Gastão d’Orléans-Bragança (1913–2007)